# Tjust-Eds landskommun
Tjust-Eds landskommun  var en tidigare kommun i norra Kalmar län. 

## Administrativ historik
Kommunen bildades vid kommunreformen 1952 av de förutvarande kommunerna Tryserum, Västra Ed och Östra Ed och ägde bestånd fram till utgången av år 1970 då den delades och Tryserums och Östra Eds församlingar överfördes till Valdemarsviks kommun i Östergötlands län medan Västra Eds församling kvarstannade i Kalmar län och förenades med Västerviks kommun.
Kommunkoden var 0803.

### Kyrklig tillhörighet
I kyrkligt hänseende tillhörde landskommunen de tre församlingarna Tryserum, Västra Ed och Östra Ed.

## Befolkningsutveckling
| Befolkningsutvecklingen i Tjust-Eds landskommun 1951–1969                                        | Befolkningsutvecklingen i Tjust-Eds landskommun 1951–1969 | Befolkningsutvecklingen i Tjust-Eds landskommun 1951–1969 | Befolkningsutvecklingen i Tjust-Eds landskommun 1951–1969 | Befolkningsutvecklingen i Tjust-Eds landskommun 1951–1969 |
| ------------------------------------------------------------------------------------------------ | --------------------------------------------------------- | --------------------------------------------------------- | --------------------------------------------------------- | --------------------------------------------------------- |
|                                                                                                  |                                                           |                                                           |                                                           |                                                           |
| År                                                                                               |                                                           |                                                           | Folkmängd                                                 |                                                           |
| 1951                                                                                             | 1951                                                      |                                                           | 4 046                                                     |                                                           |
| 1955                                                                                             | 1955                                                      |                                                           | 3 845                                                     |                                                           |
| 1960                                                                                             | 1960                                                      |                                                           | 3 367                                                     |                                                           |
| 1965                                                                                             | 1965                                                      |                                                           | 2 936                                                     |                                                           |
| 1969                                                                                             | 1969                                                      |                                                           | 2 657                                                     |                                                           |
| Anm: Befolkning den 31 december enligt den administrativa indelningen den 1 januari följande år. |                                                           |                                                           |                                                           |                                                           |

## Geografi
Tjust-Eds landskommun omfattade den 1 januari 1952 en areal av 446,30 km², varav 415,39 km² land.

### Tätorter i kommunen 1960
| Tätort   | Folkmängd |
| -------- | --------- |
| Edsbruk  | 614       |
| Helgenäs | 228       |

Tätortsgraden i kommunen var den 1 november 1960 25,0 procent.

## Politik

### Mandatfördelning i valen 1950-1966
| 18 | 11 | 2 | 4 |

| 31 |

| 17 | 10 | 2 | 6 |

| 29 | 6 |

| 16 | 12 |  | 6 |

| 30 | 5 |

| 16 | 13 |  | 5 |

| 29 | 6 |

| 15 | 14 |  | 5 |

| 28 | 7 |